# Señal de alarma

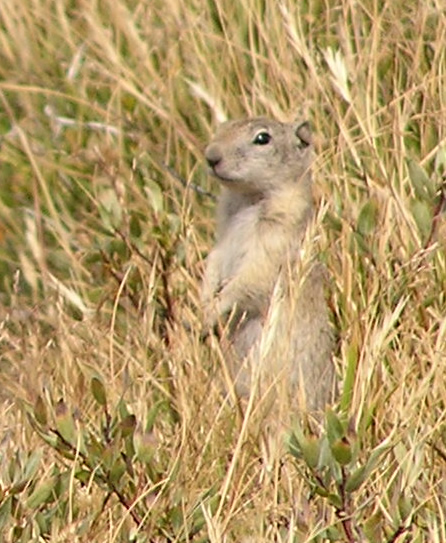
Las señales de alarma se han estudiado en muchas especies como en las ardillas Urocitellus beldingi

En el campo de las comunicaciones animales una señal de alarma o llamado de alarma es una adaptación contra depredadores. Se trata de las señales emitidas por ciertos animales sociales en respuesta a un peligro. Muchos primates y aves tienen llamados de alarma complejos para advertir a los conespecíficos de la proximidad de enemigos. Por ejemplo el llamado del mirlo común o tordo es muy familiar en muchos jardines. Algunos animales usan diferentes señales para depredadores que atacan por el aire o por la tierra.
Otros animales usan señales no auditivas, por ejemplo mensajes químicos.
Las señales de alarma benefician al receptor de la alarma, pero esto podría resultar una desventaja para el productor de la señal cuando el animal atrae la atención de los depredadores. Este es el caso de las ardillas terrestres. Sin embargo en algunos casos el llamado puede conferir protección al señalador.

## Feromonas de alarma
Algunos animales usan señales químicas en vez de auditivas, por ejemplo, feromonas. Las plantas también emiten señales químicas.